# Les Dues Torres
|  | Aquest article tracta sobre el llibre; per a la pel·lícula vegeu El Senyor dels Anells: Les dues torres |

Les Dues Torres (títol original en anglès The Two Towers) és el segon dels tres volums amb què es divideix la fantasia èpica El Senyor dels Anells, de J. R. R. Tolkien. El llibre fou publicat el 1954 i la traducció al català fou duta a terme per Francesc Parcerisas, que també va traduir els altres dos volums. Va precedit per La Germandat de l'Anell i seguit d'El Retorn del Rei. La història transcorre a l'univers fictici de la Terra Mitjana. Els joves hòbbits Frodo Saquet i Samseny Gamgí han d'anar al Mont del Fat per destruir l'Anell Únic.
Com que Les Dues Torres és la part central d'una obra més llarga, la seva estructura és força diferent de la d'una novel·la convencional. Comença i acaba bruscament, sense introduccions als personatges. La primera part (el llibre tercer) segueix els camins de personatges importants de La Germandat de l'Anell, però no diu res del personatge principal. La segona part (el llibre quart) torna amb la missió de Frodo de destruir l'Anell.

## Títol

La torre de Bàrad-dûr

El Senyor dels Anells està format per 6 "llibres", a part d'una introducció, un pròleg i 6 apèndixs. La novel·la es va publicar originalment en 3 volums separats per culpa de l'escassetat del paper després de la Segona Guerra Mundial i consideracions de mida i de preu. Les Dues Torres inclou els llibres tercer i quart.
Tolkien va escriure, "Les Dues Torres és el que més s'acosta a un títol que cobreixi tots dos llibres 3 i 4, que són força divergents; i es pot deixar ambigu." Tolkien volia que la novel·la es publiqués en un únic volum, o en combinació amb El Silmaríl·lion. Llavors també tenia planejat anomenar els "llibres". El Llibre Tercer s'anomenava La Traïció d'Ísengard. El Llibre Quart s'anomenava El Viatge dels Portadors de l'Anell o L'Anell va cap a l'Est.
Una nota al final de La Germandat de l'Anell i la il·lustració final de les torres fa que la parella sigui Minas Mórgul i Òrthanc. Tanmateix, en una carta a Rayner Unwin, contràriament, Tolkien diu que la parella és Òrthanc i la Torre de Cirith Úngol, però creia que aquesta identificació podia dur equívocs a causa de l'oposició entre Bàrad-dûr i Minas Tirith. Fet i fet, qualsevol parella de les cinc torres de la novel·la podria ser la del títol: la torre de Cirith Úngol, Òrthanc, Minas Tirith, Bàrad-dûr o Minas Mórgul.
Tot i que al llibre el títol pot ser ambigu, en l'adaptació de Peter Jackson de Les Dues Torres, es deixa clar que el títol es refereix a les torres de Bàrad-dûr a Mórdor i Òrthanc a Ísengard. En un diàleg de la pel·lícula, el mag Sàruman diu:
"El Món està canviant. Qui té ara la força per resistir els exèrcits d'Ísengard i Mórdor? Per resistir el poder de Sàuron i Sàruman... i la unió de les dues torres? Junts, el meu Senyor Sàuron ... hem de dirigir aquesta Terra Mitjana."
En diferents tràilers d'introducció per la pel·lícula, la veu en off per Gàndalf i Galàdriel afirma directament que les torres són Bàrad-dûr i Òrthanc.

## Argument

### Llibre Tercer
Mentre l'Àragorn busca el Frodo, de sobte sent el corn de Bóromir. Llavors el troba ferit mortalment per fletxes, sense els agressors. Just abans de morir, el Bóromir li explica que el Merry i el Pippin han estat capturats per orcs malgrat els seus esforços per defensar-los, i que Frodo ha desaparegut després que hagués intentat robar-li l'Anell. Finalment, li diu a l'Àragorn que defensi Minas Tirith del Sàuron. Juntament amb el Légolas i el Guimli, l'Àragorn envia l'heroi caigut pel Gran Riu en una barca funerària, el mètode habitual quan no es pot fer un enterrament. Els tres segueixen els segrestadors Uruk-hai. Mentrestant, després d'algunes penúries, els hòbbits s'escapen quan la cavalleria de Ròhan (coneguda com els Rohirrim o els "Genets de Ròhan") ataca els Uruk-hai.
El Merry i el Pippin arriben al bosc de Fàngorn, on es troben els gegants ents. Els ents són semblants als arbres, però poden veure-hi, parlar i moure's. El líder dels ents, el Barbarbrat convenç l'Assemblent (el "consell d'ents") que han d'oposar-se a l'amenaça que suposa pel bosc el mag Sàruman, quan veu que els seus servents han tallat grans quantitats d'arbres per fer-los servir de combustible que necessiten per crear l'exèrcit.
| Capítols |
| --- |
| - I - El comiat d'en Bóromir - L'Àragorn troba el Bóromir ferit per fletxes, i s'assabenta que els orcs han segrestat els hòbbits, i que encara són vius. En Bóromir mor, i el seu cos s'envia pel riu en una barca funerària. L'Àragorn, en Légolas i el Guimli decideixen seguir els orcs. - II - Els genets de Ròhan - Segueixen el camí dels orcs i troben diverses pistes sobre què va passar amb els hòbbits. Llavors es troben una companyia de ròhirrims dirigits per Éomer, que els diu que havien destruït els orcs i no n'havien deixat cap amb vida. - III - Els Uruk-hai - Aquest capítol comença explicant la història d'en Merry i el Pippin quan són segrestats pels orcs. Els orcs acampen a prop de Fàngorn, i els hòbbits s'escapen cap al bosc. - IV - En Barbabrat - El Merry i el Pippin coneixen en Barbabrat, l'Ent. Després en coneixen un altre, el Moixera-que-guilla. Els ents decideixen a l'Assemblent atacar Ísengard. - V - El Cavaller Blanc - El capítol torna amb la història d'Àragorn, Légolas i Guimli, que descobreixen senyals que els hòbbits es van escapar dels orcs cap al bosc. Coneixen un home vell, que al principi creuen que és en Sàruman, però que en realitat és en Gàndalf. Llavors marxen cap a Édoras. - VI - El rei del palau daurat - Els quatre arriben a Édoras i parlen amb el Rei Théoden, que estava mentalment i físicament malalt a causa dels encanteris del seu conseller, en Llenguadeserp. Aquest s'escapa d'Édoras. - VII - La Gorja d'en Helm - L'Àragorn, en Légolas i el Guimli són a la Gorja d'en Helm juntament amb l'exèrcit de Ròhan per defensar-ne la gent dels atacs d'en Sàruman. Finalment l'exèrcit d'en Sàruman és derrotat. - VIII - El camí d'Ísengard - Viatgen cap a Ísengard, i veuen que ha estat destruïda. Hi troben en Merry i el Pippin. - IX - Desferres i despulles - Els dos hòbbits expliquen com els ents van atacar a Ísengard, entre les ruïnes o desferres i despulles de la fortalesa d'en Sàruman. - X - La veu d'en Sàruman - El Sàruman té una veu molt persuasiva, que utilitza per tenir dominats el Théoden i els altres fins que el Gàndalf el fa fora de l'orde dels mags. El Llenguadeserp tira un objecte dur fora de la torre, que per poc no toca el Gàndalf. Aquest objecte era el palantir (la pedra per on el Sàruman es comunicava amb el Sàuron). - XI - El palantir - Pippin agafa el palantir i és vist pel Sàuron, i veu els plans de l'enemic per atacar a Minas Tirith. El Gàndalf li explica què és el palantir i marxen cap a Góndor amb el Griscerín. |

### Llibre Quart
| Capítols |
| --- |
| - I - La domesticació de l'Sméagol - El Gòl·lum s'uneix amb el Frodo i el Sam, després que el Sam el capturi. - II - A través dels aiguamolls - Travessen els Aiguamolls Morts, i eviten que els detecti un Nazgûl Alat. - III - La porta negra és tancada - Arriben a la porta de Mórdor, però el Gòl·lum els convenç de no entrar-hi i anar cap al sud. - IV - Sobre herbes i conill estofat - Arriben a la regió d'Ithílien. El títol es refereix als conills que caça el Gòl·lum i cuina el Sam; el fum del foc fa que els vegin els homes de Góndor liderats per Fàramir. També veuen un atac contra els homes del Sud, i un olifant. - V - La finestra a l'oest - El Frodo i el Sam són capturats pels homes de Fàramir i van amb els ulls tapats a Henneth Annûn. El Frodo i el Fàramir parlen sobre la mort de Bóromir. - VI - L'estany prohibit - El Fàramir li ensenya al Frodo que han trobat el Gòl·lum a l'estany prohibit. Frodo diu als homes de Fàramir no l'ataquin. - VII - El viatge fins a la cruïlla - El Frodo, Sam i el Gòl·lum deixen el Fàramir. Viatgen a la cruïlla de la carretera de l'est entre Osguíliath i Minas Mórgul, i la carretera de nord a sud des de la Porta Negra fins a les terres del sud, on veuen l'estàtua d'un rei decapitada. - VIII - Les escales de Cirith Úngol - Pugen les escales de Cirith Úngol i veuen un exèrcit marxant de Minas Mórgul. - IX - El catau de l'Aranyerra - Els dos hòbbits troben l'Aranyerra, l'aranya. - X - Les decisions del Mestre Samseny - El Frodo és capturat per orcs. El Sam els escolta com en parlen, i així s'assabenta que encara és viu, ja que pensava que havia estat mort per l'Aranyerra. |

## Adaptacions
Alguns dels esdeveniments de Les Dues Torres i la Germandat foren representats en la pel·lícula del 1978 del Senyor dels Anells de Ralph Bakshi.
El 2002 es va estrenar la pel·lícula El Senyor dels Anells: Les dues torres, dirigida per Peter Jackson. Tant Les Dues Torres com la següent pel·lícula, El Senyor dels Anells: El Retorn del Rei no narren la història en paral·lel, sinó de manera cronològica. El primer capítol del volum apareix a El senyor dels anells: La germandat de l'anell. Malgrat que les tres pel·lícules són diferents als llibres, aquesta és la que ho és més. Hi va haver controvèrsia sobre si s'havia d'utilitzar el títol "Les Dues Torres" a causa dels atemptats terroristes de l'11 de setembre del 2001 al World Trade Center, que també es coneixia com "Les Torres Bessones". Els productors de la pel·lícula van pensar títols alternatius, però finalment es va decidir mantenir el títol original.